# Тернспіт
Тернспіт (англ. turnspit dog — «пес-рожнокрут»; лат. canis vertigus), або кухарський собака (англ. Kitchen Dog, Cooking Dog), — порода собак, призначена для бігу в колесі, обертання якого передавалося на рожен.

## Історія

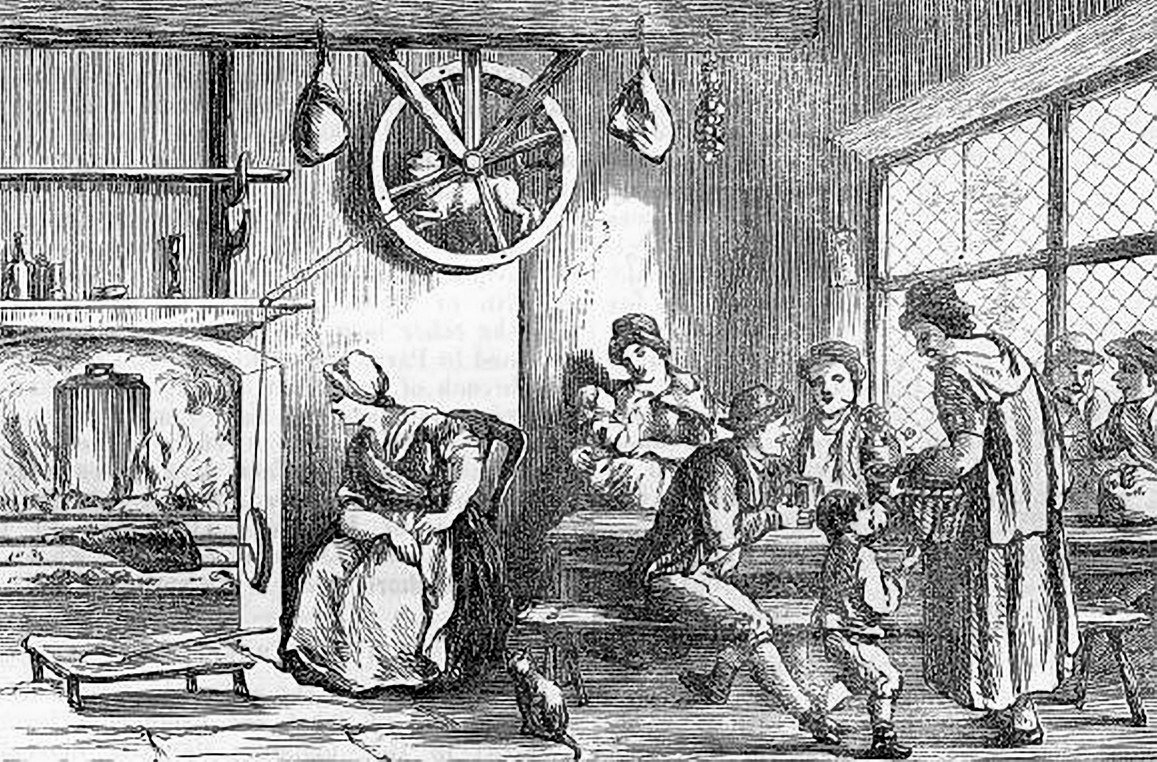
Ілюстрація з книги Генрі Вігстеда «Нотатки про поїздку в Північний і Південний Уельс в 1797 році». 1800

Собаки для обертання крутила з'явилися в XVI столітті в Англії й використовувалися як у багатих будинках і замках, так і в простих трактирах. Зазвичай на кухні тримали двох собак, які працювали по черзі, а при смаженні великих шматків м'яса — удвох. Кухарські собаки згадуються в трактаті Джона Кайюса «Про англійських собак: їх різновиди, імена, природу і властивості», де автор називає їх дворнягами.
Згодом було виведено спеціальну породу, про розміри якої можна судити за габаритами збережених коліс — їх діаметр варіює від 78 до 143 см, а ширина доріжки складає 20-30 см. У творі «Цинографія» Карл Лінней виділяє породу Canis vertigus («пес обертовий», «собака, що крутиться»). Відповідно до цієї роботи, існували короткошерсті й довгошерсті різновиди породи. Також Лінней відзначає, що кухарські собаки поширені в Англії та Франції. Ці собаки згадані й в «Походження видів» Чарльза Дарвіна.
До середини XIX століття англійці практично відмовилися від «собачого двигуна», в літературі остання згадка подібного механізму сягає початку XX століття. Приблизно тоді ж зникла і порода.